# Люсхёуг, Терье
Те́рье Люсхёуг (норв. Terje Lyshaug) — норвежский кёрлингист.
В составе мужской сборной Норвегии участник чемпионата мира 1994.

## Команды
| Сезон   | Четвёртый         | Третий              | Второй            | Первый     | Запасной      | Турниры           |
| ------- | ----------------- | ------------------- | ----------------- | ---------- | ------------- | ----------------- |
| 1993—94 | Тормод Андреассен | Стиг-Арне Гуннестад | Флемминг Давангер | Челль Берг | Терье Люсхёуг | ЧМ 1994 (6 место) |

(скипы выделены полужирным шрифтом)